# Jean-René Fourtou
Pour les articles homonymes, voir Fourtou.
Jean-René Fourtou, né le 20 juin 1939 à Libourne, est un homme d'affaires français. Il est président d'honneur du conseil de surveillance de Vivendi et membre du conseil d'administration de Addoha. 

## Biographie
Jean-René Fourtou est le fils de René Fourtou, professeur de mathématiques. Il est marié à la députée européenne Janelly Fourtou.
Proche d’Édouard Balladur, il prend en 1986 la direction du groupe Rhône-Poulenc et pilote sa privatisation à partir de 1993 et son démantèlement. Il prend en 2002 la tête de Vivendi pour vendre ce groupe à la découpe.
En 2012, il rassemble un groupe informel (comprenant notamment Sylvain Fort, Étienne Mougeotte et Charles Villeneuve) promouvant la candidature de Nicolas Sarkozy.

### Cursus scolaire
- École polytechnique, 1960

### Cursus professionnel et mandats sociaux
- 1963-1972 : ingénieur-conseil en organisation à l’Organisation Bossard & Michel.
- 1972 : directeur général de Bossard Consultants
- 1977 : président du Groupe Bossard.
- 1986 : PDG du groupe Rhône-Poulenc[3] (renouvelé en 1989[4] et 1992[5]).
- 1995 : nommé au conseil d'administration d'Air France[6]
- 1997 : nommé membre du Conseil national de la création d'entreprises[7]
- 1999 : président du groupe Aventis.
- Juillet 2002 : PDG du groupe Vivendi Universal (en remplacement de Jean-Marie Messier).
- 2003 : président de la Chambre de commerce internationale.
- 2003 : vice-président du conseil de surveillance d'AXA.
- Avril 2005 : président du conseil de surveillance du groupe Vivendi.
- 2005 : coprésident du Groupe d’impulsion des relations économiques France Maroc (GIEFM), pour la France, aux côtés de Mustapha Bakkoury, ancien directeur général de la Caisse de dépôt et de gestion, pour le Maroc.
- 2009 - 2014 : président de la fondation Bordeaux Université.

## Œuvre
- La Passion d'entreprendre, Éditions d'organisation, Paris, 1985.

## Distinctions
- 2008 :  Commandeur de la Légion d'honneur [8]